# Alberto Ruz Lhuillier
Alberto Ruz Lhuillier (født 25. januar 1906 i Paris, Frankrig, død 25. august 1979 i Montréal, Canada) var en mexikansk arkæolog. Han var specialist i arkæologi i det præcolumbianske Mesoamerika og kendt for udgravninger af K'inich Janaab' Pakal i Palenque.
Ruz Lhuillier var født i Paris i Frankrig og han gik i skole i Havanna. I 1936 flyttede han til Mexico hvor han også fik mexikansk statsborgerskab. Ved ENAH i Mexico fik han eksamen som arkæolog i 1942, og han fik senere doktorgrad ved UNAM.